# Anthony Ralston
Anthony Ralston (ur. 16 listopada 1998 w Glasgow) – szkocki piłkarz, występujący na pozycji obrońcy w szkockim klubie Celtic, którego jest wychowankiem oraz w reprezentacji Szkocji. Uczestnik Mistrzostw Europy 2024.
W trakcie swojej kariery grał także w takich zespołach, jak Queen’s Park, Dundee United oraz St. Johnstone. Młodzieżowy reprezentant Szkocji.